# Muzeum Pancerne w Kłaninie
Muzeum Pancerne w Kłaninie – muzeum wojskowe, zlokalizowane na terenie zabytkowego folwarku w Kłaninie.

## Charakterystyka
Muzeum Pancerne w Kłaninie znajduje się na terenie zabytkowego folwarku pałacowego należącego przed 1945 rokiem do rodziny von Grassów. Wystawa stała mieści się w budynku z 1891 roku o powierzchni ponad 1000 m², przystosowanym do działalności wystawienniczej.
W zbiorach muzeum znajdują się przede wszystkim przedmioty pochodzące z czasów drugiej wojny światowej, w szczególności czołgi, samochody, haubice i armaty, będące na wyposażeniu stron konfliktu z lat 1939–1945. Jednym z najcenniejszych eksponatów jest działo szturmowe Sturmgeschütz III G będące obecnie jedynym w Polsce w pełni sprawnym działem pancernym tego typu. Wśród innych eksponatów są 2 sztuki transporterów opancerzonych Sd.Kfz. 251, działo 8,8 cm Flak 18, transporter Sd.Kfz. 7 oraz Sd.Kfz. 2, a także czołg T-34-85, transporter Universal Carrier i inne. Do 2023 roku zbiory zasilić mają odrestaurowywane między innymi czołg Panzerkampfwagen V Panther, Sd.Kfz. 250 oraz T-34 wczesnej wersji produkcyjnej. Wszystkie pojazdy posiadają oryginalne silniki i są w pełni sprawne. Muzeum jest placówką o charakterze narracyjnym, ściśle związaną z historią broni pancernej, ale także losami polskich żołnierzy na frontach drugiej wojny światowej. Właścicielem placówki jest europejski kolekcjoner pojazdów zabytkowych Mateusz Deling.
Od 2015 roku muzeum, będące jeszcze placówką w organizacji, brało udział w organizacji corocznej inscenizacji historycznej „Bitwa o Wielką Wieś”, eksponaty muzealne uczestniczyły także między innymi w Łabiszyńskich Spotkaniach z Historią i Bitwie o Fordon. Pojazdy Muzeum Pancernego biorą także udział w produkcjach filmowych i telewizyjnych, między innymi „Zapomnianej bitwie” w reżyserii Matthijsa van Heijningena Jr.
Oficjalne otwarcie wystawy stałej odbyło się 1 lipca 2022. Przecięcia pamiątkowej wstęgi dokonali ppłk Tomasz Ogrodniczuk – dyrektor Muzeum Broni Pancernej w Poznaniu, Aleksander Ostasz – dyrektor Muzeum Oręża Polskiego w Kołobrzegu oraz kpt. Władysław Dąbrowski z 15. Pułku Ułanów Poznańskich – uczestnik Bitwy o Monte Cassino.
Muzeum Pancerne wpisane jest do wykazu muzeów, prowadzonego przez ministra właściwego do spraw kultury i ochrony dziedzictwa narodowego, zgodnie z artykułem 5b ustawy z 21 listopada 1996 roku o muzeach.